# Miss Mundo 1992
Miss Mundo 1992, la 42.ª edición del concurso Miss Mundo, se llevó a cabo el 12 de diciembre de 1992 en el Centro de Entretenimiento de Sun City, Sun City, Sudáfrica. La ganadora fue Julia Alexandrovna Kourotchkina de Rusia. Ella fue coronada por Miss Mundo 1991, Ninibeth Leal de Venezuela.

## Resultados
Así quedó finalmente las posiciones de las finalistas en esta versión.
| Resultados Finales      | Finalistas |
| ----------------------- | --- |
| Miss Mundo 1992         | - Rusia - Julia Kourotchkina |
| 1° Finalista            | - Reino Unido - Claire Elizabeth Smith |
| 2° Finalista            | - Venezuela - Francis Gago |
| 3° Finalista            | - Polonia - Ewa Wachowicz |
| 4° Finalista            | - Sudáfrica - Amy Kleinhans |
| Semifinalistas (Top 10) | - Bahamas - Jody Weech - Dinamarca - Anja Hende Brond - Finlandia - Petra von Hellens - Israel - Ravit Asaf - Estados Unidos - Sharon Belden |

### Premiaciones Especiales
- Mejor Traje Nacional: Nina Khilji (Canadá)
- Miss Personalidad: Ana María Johanis (Guatemala)
- Miss Fotogenia: Ravit Asaf (Israel)

### Reinas Continentales
- África: Amy Kleinhans (Sudáfrica)
- América: Francis Gago (Venezuela)
- Asia y Oceanía: Metinee Kingpayome (Tailandia)
- Caribe: Jody Weech (Bahamas)
- Europa: Julia Kourotchkina (Rusia)

## Candidatas
83 candidatas de todo el mundo se presentaron en este certamen.
| País                                 | Candidata                             | Ciudad                 |
| ------------------------------------ | ------------------------------------- | ---------------------- |
| Alemania                             | Carina Jope Schvetizeller             | Frankfurt              |
| Argentina                            | Claudia Andrea Bertona Ragliotti      | Córdoba                |
| Aruba                                | Solange Noelle Nicolaas Arthur        | Savaneta               |
| Australia                            | Rebecca Aneth Brown ßimič             | Sídney                 |
| Austria                              | Kerstin Lauriane Kinberg              | Graz                   |
| Bahamas                              | Jody Barbara Weech                    | Bimini                 |
| Bélgica                              | Sandra Joine Warthdoor                | Amberes                |
| Bermudas                             | Dianne Lorraine Mitchell              | Parroquia de Pembroke  |
| Bolivia                              | Veronica Pino Gómez                   | Tarija                 |
| Brasil                               | Priscilla Maria Furlan Coimbra        | Sao Paulo              |
| Bulgaria                             | Elena Draganova Dementyeva            | Sofía                  |
| Canadá                               | Nina Sam Khilji                       | Toronto                |
| Checoslovaquia                       | Gabriela Haršanyová                   | Košice                 |
| Chile                                | Paula Claudia Caballero Fernández     | Santiago               |
| Chipre                               | Maria Kountouris                      | Nicosia                |
| Colombia                             | Wguerddy Alejandra Oviedo Vargas      | Santa Fe               |
| Corea del Sur                        | Lee Mi-young                          | Seúl                   |
| Costa Rica                           | Marisol Lilian Soto Alarcon           | San José de Costa Rica |
| Croacia                              | Elena Suranič                         | Dubrovnik              |
| Curazao                              | Cristina Bakhuisthom                  | Willemstad             |
| Dinamarca                            | Anja Hende Brond Dryøp                | Aalborg                |
| Ecuador                              | Stephanie Ana Krumholz de Menezes     | Guayaquil              |
| El Salvador                          | Raquel Cristina Duran                 | San Salvador           |
| Eslovenia                            | Nataša Abramović                      | Koper                  |
| España                               | Samantha Torres Waldron               | Formentera             |
| Estados Unidos                       | Sharon Flynn Belden                   | Miami-Dade             |
| Filipinas                            | Marina Pura Santos Benipayao          | Manila                 |
| Finlandia                            | Petra Enrika von Hellens              | Turku                  |
| Francia                              | Linda Hardy Blaisseau                 | Nantes                 |
| Gibraltar                            | Michelle Gina Torres                  | Gibraltar              |
| Grecia                               | Eugenia Kristia Paschalidi            | Atenas                 |
| Groenlandia                          | Laali Lyberth                         | Godthab                |
| Guam                                 | Michelle Cruz Aparrecida              | Santa Rita             |
| Guatemala                            | Ana Maria Johanis Iglesias            | Ciudad de Guatemala    |
| Holanda                              | Gabrielle van Nimwegen                | Valkenburg             |
| Hong Kong                            | Patsy Huan Lau Yan-Ling               | Nuevos Territorios     |
| Hungría                              | Bernadette Papp                       | Szombathely            |
| India                                | Celine Shyla Lopez                    | Bangalore              |
| Irlanda                              | Sharon Ellis Roberts                  | Cork                   |
| Islandia                             | Maria Rungsda Haflidadóttir           | Reikiavik              |
| Islas Caimán                         | Pamela Joannie Ebanks                 | Gran Caimán            |
| Islas Vírgenes Británicas            | Bisa Zhavika Smith                    | Tórtola                |
| Islas Vírgenes de los Estados Unidos | Leah Nicola Webster                   | Saint Thomas           |
| Israel                               | Ravit Asharaff                        | Tel Aviv               |
| Italia                               | Paola Irerazzi Giacomeni              | Mesina                 |
| Jamaica                              | Julie Anne Bradford Houghton          | Kingston               |
| Japón                                | Kaoru Kikuchi                         | Tokio                  |
| Letonia                              | Zane Valička                          | Cēsis                  |
| Líbano                               | Nicole Ibrahim Bardawil               | Joünié                 |
| Macao                                | Ho Lok-I                              | Macao                  |
| Malasia                              | Fazirha Wan Chek                      | Kuala Lumpur           |
| Malta                                | Noelene Lydina Micallef               | Fgura                  |
| Mauricio                             | Sarasvadee Renee Rengassamy           | Distrito de Flacq      |
| México                               | Carmen Lucia Lehman Fernandez         | Mérida                 |
| Namibia                              | Linda Sharon Schulz                   | Windhoek               |
| Nigeria                              | Sandra Guenefred Petgrave Ngazome     | Lagos                  |
| Noruega                              | Kjerstine Brakestad                   | Oslo                   |
| Nueva Zelanda                        | Karly Donne Kinnairdad                | Dunedin                |
| Panamá                               | Michelle Marie Harrington Hasbungberg | Ciudad de Panamá       |
| Paraguay                             | Lourdes Magdalena Zaracho Riquelme    | Asunción               |
| Perú                                 | Ingrid Yrivarren Paz                  | Lima                   |
| Polonia                              | Ewa Wachowicz Wałchaczy               | Cracovia               |
| Portugal                             | Fernanda Manuela Santos Romeira       | Lisboa                 |
| Puerto Rico                          | Lianabel Rosario Centeno Rosa         | Trujillo Alto          |
| Reino Unido                          | Claire Elizabeth Smith                | Chester                |
| República Dominicana                 | Gina Maria Rojas Mañon                | Concepción de La Vega  |
| Rumania                              | Camelia Andreea Iliescu               | Bucarest               |
| Rusia                                | Julia Alexandrovna Kourotchkina       | Moscú                  |
| Seychelles                           | Myrna Chantal Hoareau                 | La Digue               |
| Singapur                             | Jennifer Tinia Wong                   | Singapur               |
| Sudáfrica                            | Amy Dymone Kleinhans                  | Ciudad del Cabo        |
| Sri Lanka                            | Isharanah Abelashini Makolangesinghe  | Colombo                |
| Suazilandia                          | Candy Litchfield                      | Mbabane                |
| Suecia                               | Ulrika Johansson                      | Sollentuna             |
| Suiza                                | Valerie Bovardy                       | La Tour-de-Peilz       |
| Tailandia                            | Metinee Kingpayome Nattaroncheeng     | Bangkok                |
| Taiwán                               | Cheng Win Wei-Wei                     | Taipéi                 |
| Trinidad y Tobago                    | Renee Garibbus                        | San José               |
| Turquía                              | Ozlem Kaymazel                        | Estambul               |
| Ucrania                              | Oksana Sabotkovich                    | Kiev                   |
| Uganda                               | Olga Nampima                          | Distrito de Rukungiri  |
| Uruguay                              | Leonora Irene Dibueno Fenocchini      | Montevideo             |
| Venezuela                            | Francis del Valle Gago Aponte         | Caracas                |
| Zambia                               | Elizabeth Dianne Mwanza               | Lusaka                 |

## Acerca de los Países Participantes

### Debut
- Croacia, Eslovenia, Rusia y Ucrania compitieron por primera vez.

### Regresos
- Zambia compitió por última vez en 1974.
- Seychelles compitió por última vez en 1975.
- Bermudas y Uganda compitieron por última vez en 1989.
- Canadá, Hong Kong y Sri Lanka compitieron por última vez en 1990.

### Retiros
- Ghana y Kenia no enviaron a sus delegadas en esta versión.

## Acerca del Concurso
- 1992 fue el primer año que ningún país asiático llegó al Top 10. Sin embargo, Israel pudo clasificar, pero compite como parte de Europa desde 1989.
- Los puntajes preliminares no se mostraron en pantalla.
- Marina Santos Benipayo de Filipinas remplazó en último momento a la ganadora del certamen filipino Marilen Espino quien tuvo que retirarse debido a una enfermedad tan sólo unos días antes de la competencia.
- Claire Elizabeth Smith del Reino Unido fue animadora en Miss Mundo 2001 en Sun City, y Miss Mundo 2002 en Londres.
- Sharon Flynn Belden de Estados Unidos compitió como Miss Florida en Miss Estados Unidos 1992, pero no pudo clasificar a las semifinales.
- Sandra joine de Bélgica nació en Kinshasa, entonces Zaire, de padres belgas.
- Gabrielle van Nimwegen de Holanda celebró su cumpleaños número 21 en la final de Miss Mundo 1992.
- La mitad del número de países que lo hizo en las semifinales no estaban en las semifinales del año pasado: Dinamarca (1986), Israel (1987), Reino Unido (1989), Finlandia y Polonia (1990), Rusia (primer año en la competencia) y Bahamas (por primera vez desde la primera participación en 1966).

## Cambios en el Reglamento de Miss Mundo
- Las premiaciones de Miss Personalidad y Miss Fotogénica se les otorgó a los participantes después de un año de ausencia.
- Miss Mundo perdió su franquicia con la televisión de Thames , ya que las operaciones de dicha red habían declarado su cierre, a finales de ese año.
- Peter Marshall, animador de Miss Mundo desde 1980, dejó de serlo.
- En el Desfile de las Naciones, las participantes se presentaron en traje de baño, además con sus trajes nacionales; mientras desfilaban alrededor del Palacio de los terrenos de la Ciudad Perdida, por primera vez en la competencia las representantes de Argentina, Chile, Paraguay, Uruguay, y Venezuela no se presentaron en inglés, mientras que las representantes de Curazao, Islandia, Sudáfrica y Zambia fueron escoltados por los hombres tribales de Sudáfrica sin sus propias banderas nacionales.
- La puntuación de la competencia de Traje de baño preliminar fue eliminado de la competencia, por lo que la 10 semifinalistas fueron seleccionadas sobre la base de la decisión del panel de jueces.
- En esta versión no se entrevistaron a las semifinalistas, sino que en una grabación previa argumentaron mientras desfilaban en traje de noche del por qué se merecían convertirse en Miss Mundo.
- Las 5 finalistas recogían un papel en la tómbola de un nombre de un juez al azar, que luego hacían la pregunta a ellas.

## Acerca de las Candidatas
Algunas de las candidatas estuvieron presente en otros certámenes de belleza, estas fueron las siguientes:

### Miss Universo
- Linda Hardy de Francia y Sandra Guenefred Petgrave de Nigeria compitieron previamente en Miss Universo 1992.
- Sandra Joine de Bélgica, Sharon Ellis de Irlanda, Maria Run Haflidadóttir de Islandia, Pamela Joanne Ebanks de Islas Caimán, Karly Donne Kinnaird de Nueva Zelanda y Valerie Bovard de Suiza compitieron en Miss Universo 1993.
- Leonora Irene Dibueno Fenocchi de Uruguay compitió en Miss Universo 1994.
- Leah Webster de Islas Vírgenes de los Estados Unidos compitió en Miss Universo 1998.

### Miss Internacional
- Marisol Soto Alarcon de Costa Rica y Samantha Torres Waldron de España compitieron previamente en Miss Internacional 1992, sin embargo, solo la española pudo acceder a la etapa de semifinales.[6]
- Claire Elizabeth Smith del Reino Unido compitió en Miss Internacional 1993.

### Miss China Internacional
- Marina Pura Santos Benipayo de Filipinas compitió previamente en la 1° edición del Desfile de Miss China Internacional realizado en 1988.